# Ökörfarkkóró
Az ökörfarkkóró (Verbascum) a kétszikűek (Magnoliopsida) osztályába, az ajakosvirágúak (Lamiales) rendjébe és a görvélyfűfélék (Scrophulariaceae) családjába tartozó nemzetség. A nemzetségbe tartozó fajok száma kb. 360.
Európában és Ázsiában őshonos, a legtöbb faj a Mediterráneumban található.

## Jellemzők
Feltűnő, égbe nyúló, ökörfark alakjáról kapta nevét. Kétéves vagy évelő növények, virágos hajtásuk nagyméretű. Egész nyáron virágzik. Kumarintartalma jelentős, ettől illatos. Megtalálható réteken, mezőkön.

## Felhasználás

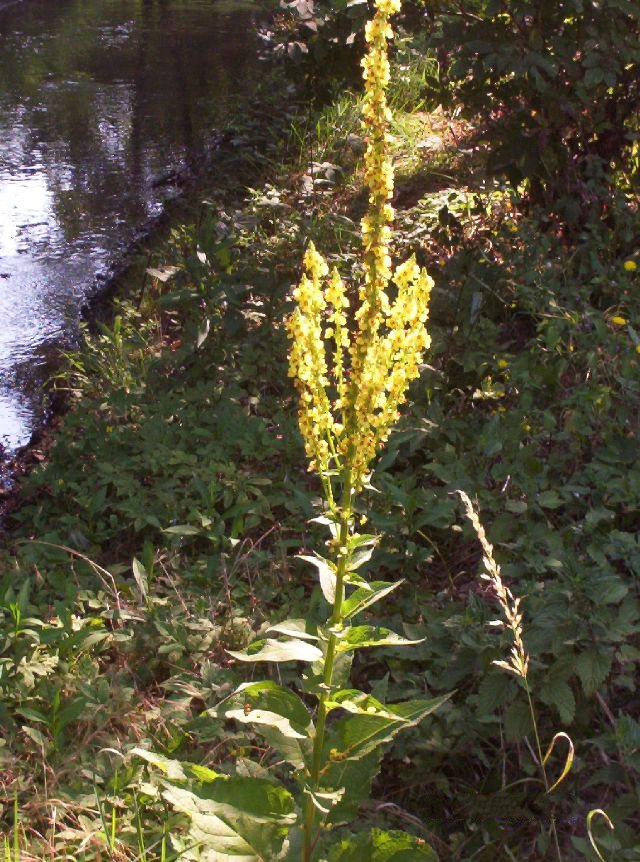
Molyhos ökörfarkkóró

A nagy, sárga virágú fajok virágai – Magyarországon elsősorban a molyhos ökörfarkkóró (Verbascum thapsus) és a (Verbascum ihapsiforme) – szárítva, köhögés elleni teaként használhatók. Teája hígítja a vért, élénkíti a vese és a máj működését.

## Réteken előforduló fajok
- Molyűző ökörfarkkóró (V. blattaria)
- Lila ökörfarkkóró (V. phoeniceum)
- Szöszös ökörfarkkóró (V. phlomoides)
- Csilláros ökörfarkkóró (V. lychnitis)
- Molyhos ökörfarkkóró (V. thapsus) (mocsár és kaszálóréteken)
- Dúsvirágú ökörfarkkóró (V. densiflorum)
- Pompás ökörfarkkóró (V. speciosum)
- Pamutos ökörfarkkóró (V. pulverulentum)
- Fekete ökörfarkkóró (V. nigrum)

## Erdőkben előforduló fajok
- Osztrák ökörfarkkóró (V. austriacum)

## Fordítás
- Ez a szócikk részben vagy egészben  a   Verbascum című angol Wikipédia-szócikk ezen változatának fordításán alapul.  Az eredeti cikk szerkesztőit annak laptörténete sorolja fel. Ez a jelzés csupán a megfogalmazás eredetét és a szerzői jogokat jelzi, nem szolgál a cikkben szereplő információk forrásmegjelöléseként.